# Port lotniczy Kasaba Bay
Port lotniczy Kasaba Bay (IATA: ZKB, ICAO: FLKY) – krajowy port lotniczy położony w Kasaba Bay, w Zambii.